# 블랙스크린

DYBALA.PNG

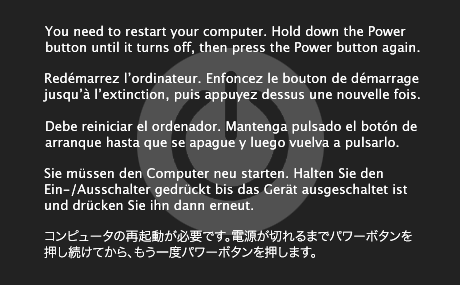
맥 OS X 10.6의 블랙스크린

블랙스크린(영어: black screen of death, BSoD )은 Microsoft Windows의 불법 복제임이 밝혀지거나 정품 인증이 실패할 경우, 그래픽 카드의 결함 등으로 컴퓨터의 바탕화면이 검은색으로 변하는 것이다. 또는 매킨토시 컴퓨터의 치명적 오류를 알리는 것이기도 하다.

## Microsoft Windows
윈도의 정품 인증이 실패했을 경우, 컴퓨터의 바탕화면 색으로 검은색이 나오고, 불법 복제의 피해를 받았을 수 있다는 팝업이 뜬다. 또한 부트 파일 오류시, 커널 패닉 발생시에도 검은색이 나오기도 한다. MS-DOS, Windows 95, Windows 98, Windows 2000, Windows Me, Windows XP, Windows Vista, Windows 7, Windows 8, Windows 10, Windows 11에서도 마찬가지로, 블랙스크린이 표시되는데, 보통 시스템 부팅이 불가능한 경우에 표시된다.

## 맥 OS
매킨토시 컴퓨터의 치명적 오류시, 블루스크린을 대신하여, 블랙스크린이 뜨기도 한다.

## 같이 보기
- 블루스크린
- 레드스크린
- 퍼플스크린
- 죽음의 화면